# Stefan Szczesny
Stefan Szczesny (Monaco di Baviera, 9 aprile 1951) è un pittore tedesco.
Negli anni '80 ha raggiunto una fama internazionale come esponente e protagonista dei “Giovani Selvaggi”.

## Biografia
Stefan Szczesny nacque a Monaco, figlio della drammaturga Martha Meuffels e dello scrittore Gerhard Szczesny. Dopo il liceo frequentò dal 1967 al 1969 una scuola privata per l'arte libera e applicata a Monaco di Baviera, prima di intraprendere il corso di studio all'Accademia delle Arti Figurative di Monaco di Baviera e di frequentare il corso di studio di Storia dell'Arte e della Filosofia presso l'università di Monaco di Baviera in qualità di studente ospite. Negli anni dell'università Stefan Szczesny lavorò come critico d'arte indipendente per l'Abendzeitung di Monaco.
Nel 1974 sposò Mechthild Moldenhauer. Negli anni 1975/76 fu un borsista DAAD a Parigi, dove nacque anche il figlio David. Nel 1979 venne alla luce la figlia Sarah. Nel 1980 seguì un soggiorno come ospite nella Villa Romana a Firenze, ove si confrontò in modo approfondito con il Rinascimento italiano. Nel 1981 si trasferì a Colonia ove organizzò la mostra Rundschau Deutschland, come protagonista della “Nuova pittura selvaggia tedesca” a Colonia e Monaco. Nel 1982/83 ricevette il Premio Roma dell'Accademia Prussiana delle Arti: soggiorno nella Villa Massimo a Roma, ove si occupò intensamente dell'opera d'arte antica romana. Nel 1987 e 1989 vennero alla luce i figli Roman e Aurel.
Dal 1984 al 1988 Stefan Szczesny pubblicò la rivista Malerei•Painting•Peinture. Nell'inverno 1990 si recò per la prima volta nei Carabi, dove cominciò a lavorare alla serie Jamaica ed ai quadri “Streifenbilder” (Quadri a strisce). Nel 1991/92 assunse la direzione artistica per la messa in scena di Dunkles Haus alla Bayerische Staatsoper (Opera di Stato Bavarese). Nello stesso anno curò anche l'allestimento artistico della messa in scena di “Intrigo e amore”. Insieme ad Elvira Bach andò in Sicilia nel 1993, per partecipare al progetto Fiumara d'arte. Nel 1994 l'artista trasferì il suo atelier a New York. Nel 1995 seguirono il Voltaire Project a Potsdam, il progetto Lindencorso a Berlino e i primi soggiorni sull'isola Mustique. Un anno dopo fondò la Szczesny Factory e fecero seguito le prime pubblicazioni nelle edizioni associate.
Nel 1998 Stefan Szczesny cominciò con il Kempinski Art Project e lavorò a Murano ad alcune sculture in vetro. Nel 1999 sposò Eva Klein a Mustique, dalla quale ebbe due figli, Felix (nato nel 1997) e Anton (nato nel 2000). Nel 2000 realizzò per conto del WWF la Weltkarte des Lebens (Mappamondo della vita) per l'esposizione internazionale Expo 2000. L'anno successivo si insediò nel suo nuovo atelier Les Mas des Palmiers a Saint Tropez. Seguì in soggiorno di lavoro a Siviglia che si concluse con una mostra.
Nel 2002 uscì Szczesny - the Film (Regia Curt Faudon New York) che fu trasmesso per la prima volta al Festival internazionale del film di Cannes. Nel 2003/04 cominciò a lavorare alle sculture in ceramica per il progetto Villa Soleil Terre Blanche a Tourettes ed al programma del progetto d'arte Le Roc. Nel 2005 una personale dell'artista dal titolo Fleures et Fruits inaugurò la Galleria Ludorff di Düsseldorf. Inoltre Szczesny nel 2006 inaugurò la Szczesny Factory Berlin e la mostra Schattenskulpturen (Sculture d'ombra) a Saint Tropez. Nel 2007, dopo due anni di preparativi, decollò il progetto Isola Mainau: Szczesny 2007: Un sogno del paradiso terrestre, nel quale Stefan Szczesny trasformò l'isola del lago di Costanza in un'opera d'arte globale.
Nel 2008 Stefan Szczesny realizzò un progetto internazionale nell'aeroporto di Stoccarda, dal titolo: Ausflug in die Sinnlichkeit (Gita nella sensualità). Nel 2009/2010 furono create 32 imponenti sculture a Miami, che vennero esposte nel parco del Biltmore Hotel in occasione dell'Art Basel Miami. In seguito le sculture furono esposte durante la Art Palm Beach nel Centro Convegni di Palm Beach.
Stefan Szczesny vive e lavora a Saint Tropez (prima residenza) e Berlino.

## Mostre personali (selezione)
- 1983 Villa Massimo, Roma
- 1984 Metamorfosi, glipoteca e collezione statale di arte antica, Monaco
- 1986 Museo regionale della Renania, Bonn
- 1997 Szczesny - Opere 1975 - 1996, Casa in Lützowplatz, Berlino
- 1997 Sculture & Ceramiche, Badisches Landesmuseum, Karlsruhe
- 1998 Dipinti della Côte d'Azur, Kunsthalle a Emden
- 1998 La joie de vivre, Museo del Grabado Español, Contemporáneo, Marbella
- 1999 Dipinti della Côte d'Azur, Museo d'arte moderna fondazione Wörlen, Passau
- 1999 Szczesny – Vetro & Ceramica, Museo della ceramica Mettlach
- 1999 Arte e architettura, Galleria d'architettura, Monaco di Baviera
- 2001 Painting meets Photography, Museum Villa Dessauer, Bamberg
- 2001 „Luxe, calme et volupté ... ou la joie de vivre“, Musée La Malmaison, Cannes
- 2002 artrium, Ginevra
- 2003 Fiesta. Una festa per gli occhi, Museo Gustav Lübcke, Hamm
- 2004 Bargemon, Mediterráneo - La Estética del Sud, Ses Voltes - Centre d'Exposicions, Palma di Maiorca
- 2007 Villa Aurelia, Frejus
- 2007 Pittura su fotografia, sculture d'ombra, Città di Cannes
- 2007 Szczesny, Un sogno del paradiso terrestre - Isola Mainau
- 2008 Szczesny, Sternberg Lounge - Düsseldorf
- 2008 Szczesny, Un'estate sul Tegernsee - Tegernsee
- 2009 Szczesny, Shadow Sculptures at the Biltmore Hotel Coral Gables - Miami
- 2010 Szczesny, Shadow Sculptures at the Convention Center Palm Beach

## Progetti di architettura (selezione)
- 1989 Murale in ceramica Collezione Ebers, Krefeld
- 1990 1001 notte, Murale in ceramica Collezione Veit, Mannheim
- 1993 Progetto d'arte Anse Chastanet, St. Lucia, West Indies
- 1994 Flamberg Hotel Hoflößnitz, Radebeul
- 1995 Progetto d'arte Hotel Voltaire, Potsdam (con Elvira Bach e Dieter Hacker)
- 1995/96 Progetto d'arte Lindencorso, Berlino
- 1998/99 Kempinski Art Projekt, Allestimento del Kempinski Resort Hotels Estepona, Costa del Sole, Spagna
- 1999 Allestimento Villa Szanto, Saint Tropez
- 2000 The Living Planet, Expo 2000, Hannover
- 2002/2006 Progetto d'arte Villa Soleil / Terre Blanche, Tourette

## Opere in collezioni pubbliche (selezione)
- Lenbachhaus Monaco di Baviera
- Kunsthalle Emden
- Kunsthalle Brema
- Kunsthalle Mannheim
- Kunsthalle Kiel
- Museo di Linz
- Galleria civica di Arte Moderna Monaco di Baviera
- Museo regionale della Renania Bonn